# マイケル・ペニックス・ジュニア
マイケル・テレンス・ペニックス・ジュニア（Michael Tarrence Penix Jr., 2000年5月8日 - ）は、アメリカ合衆国テネシー州クックビル出身のプロアメリカンフットボール選手。NFLのアトランタ・ファルコンズに所属している。ポジションはクォーターバック。

## 経歴

### カレッジ

#### インディアナ
インディアナ大学に進学し、1年目の2018年シーズンは3試合に出場したが、前十字靭帯を断裂して長期離脱した。
2019年シーズンから復帰し先発を務めたが、怪我に苦しみ6試合の出場に留まった。
2020年シーズンも先発を務めたが、2020年11月30日のメリーランド大学戦で再び前十字靭帯を断裂し離脱した。
2021年シーズンに復帰し、5試合に出場した。

#### ワシントン
2021年12月22日にワシントン大学へ転校した。
2022年シーズンは同年のカレッジフットボールで最多となる4,641パス獲得ヤードを記録し、ワシントン大学のクォーターバックによるシーズン最多パス獲得ヤード記録を更新した。これらの活躍によりAP通信カムバック賞を受賞し、ハイズマン賞の投票では8位だった。シーズン終了後、2023年のNFLドラフトにはエントリーせず大学に残留することを発表した。
2023年シーズンは4,903パス獲得ヤード、36のパッシングTD、11のインターセプトを記録。チームはレギュラーシーズンを無敗で終え、CFPナショナルチャンピオンシップで準優勝した。この活躍により、ハイズマン賞のファイナリストに選出された。

### アトランタ・ファルコンズ
2024年のNFLドラフト1巡全体8位でアトランタ・ファルコンズに指名された。ファルコンズはオフシーズンにカーク・カズンズを4年1億8000万ドルの契約で獲得しており、この指名は衝撃を与えた。なおこの年のドラフトでは1巡でQBが6人指名されたが、これは1983年以来2度目のことであった。彼は6月24日にファルコンズと4年2280万ドルの契約を結んだ。開幕はカズンズの控えQBとして迎えた。大差で負けている10月20日のシアトル・シーホークス戦の第4Qに途中出場でデビューした。12月17日にファルコンズは不調のカズンズに代わってペニックスを先発QBに起用すると発表、第16週のニューヨーク・ジャイアンツ戦で初先発を果たした。

#### 個人成績
| シーズン     | 試合         | 試合         | 試合         | パス         | パス         | パス         | パス         | パス         | パス         | パス         | パス         | ラン         | ラン         | ラン         | ラン         | ラン |
| シーズン     | GP           | GS           | Record       | Comp         | Att          | Pct          | Yards        | Avg          | TD           | Int          | Rate         | Att          | Yards        | Avg          | TD           |      |
| インディアナ | インディアナ | インディアナ | インディアナ | インディアナ | インディアナ | インディアナ | インディアナ | インディアナ | インディアナ | インディアナ | インディアナ | インディアナ | インディアナ | インディアナ | インディアナ |      |
| ------------ | ------------ | ------------ | ------------ | ------------ | ------------ | ------------ | ------------ | ------------ | ------------ | ------------ | ------------ | ------------ | ------------ | ------------ | ------------ | ---- |
| 2018         | 3            | 0            | 0–0          | 21           | 34           | 61.8         | 219          | 6.4          | 1            | 0            | 125.6        | 7            | 45           | 6.4          | 0            |      |
| 2019         | 6            | 6            | 5–1          | 110          | 160          | 68.8         | 1,394        | 8.7          | 10           | 4            | 157.6        | 22           | 119          | 5.4          | 2            |      |
| 2020         | 6            | 6            | 5–1          | 124          | 220          | 56.4         | 1,645        | 7.5          | 14           | 4            | 136.5        | 18           | 25           | 1.4          | 2            |      |
| 2021         | 5            | 5            | 2–3          | 87           | 162          | 53.7         | 939          | 5.8          | 4            | 7            | 101.9        | 17           | −24          | −1.4         | 2            |      |
| ワシントン   |              |              |              |              |              |              |              |              |              |              |              |              |              |              |              |      |
| 2022         | 13           | 13           | 11–2         | 362          | 554          | 65.3         | 4,641        | 8.4          | 31           | 8            | 151.3        | 35           | 92           | 2.6          | 4            |      |
| 2023         | 13           | 13           | 13–0         | 307          | 466          | 65.9         | 4,218        | 9.1          | 33           | 9            | 161.4        | 29           | −18          | −0.6         | 3            |      |
| 通算         | 46           | 43           | 36–7         | 1,011        | 1,596        | 63.3         | 13,056       | 8.2          | 93           | 32           | 147.3        | 128          | 239          | 1.9          | 13           |      |